# A lyga
A lyga er den bedste litauiske fodboldrække for herrer. Den er organiseret af LFF (litauisk: Lietuvos Futbolo Federacija, engelsk: Lithuanian Football Federation).
Ligaen har varieret omkring antallet af hold, fra 8 til 12. Og i 2020 var kun seks hold.
Siden 2021 har 10 hold deltaget.
Ligaen starter slut marts, fordi det ikke er muligt at spille kampe om vinteren.

## A lyga-klubber (2024)
| Klubber           | By          | A lyga licens | UEFA licens |
| ----------------- | ----------- | ------------- | ----------- |
| FK Žalgiris       | Vilnius     |               |             |
| FK Kauno Žalgiris | Kaunas      |               |             |
| FK Panevėžys      | Panevėžys   |               |             |
| FC Hegelmann      | Kaunas d.k. |               |             |
| FK Transinvest    | Galinė      |               |             |
| FK Sūduva         | Marijampolė |               |             |
| FA Šiauliai       | Šiauliai    |               |             |
| FK Banga          | Gargždai    |               |             |
| FC Džiugas        | Telšiai     |               |             |
| DFK Dainava       | Alytus      |               |             |

- FK Riteriai. (Vilnius) (2005–2018 navn FK Trakai)[2]

## Vindere

### Fra 1922
- 1922 : LFLS Kaunas
- 1923 : LFLS Kaunas (2)
- 1924 : Kovas Kaunas
- 1925 : Kovas Kaunas (2)
- 1926 : Kovas Kaunas (3)
- 1927 : LFLS Kaunas (3)
- 1928 : KSS Klaipėda
- 1929 : KSS Klaipėda (2)
- 1930 : KSS Klaipėda (3)
- 1931 : KSS Klaipėda (4)
- 1932 : LFLS Kaunas (4)
- 1933 : Kovas Kaunas (4)
- 1934 : MSK Kaunas
- 1935 : Kovas Kaunas (5)
- 1936 : Kovas Kaunas (6)
- 1937 : KSS Klaipėda (5)
- 1937-38 : KSS Klaipėda (6)
- 1938-39 : LGSF Kaunas

---

### Fra 1939
- 1939-40 : Der blev ikke spillet fodbold
- 1941 : Der blev ikke spillet fodbold
- 1942 : LFLS Kaunas (5)
- 1942-43 : Tauras Kaunas
- 1943-44 : Der blev ikke spillet fodbold
- 1945 : Spartakas Kaunas
- 1946 : Dinamo Kaunas
- 1947 : Lok Kaunas
- 1948 : Elnias Šiauliai
- 1949 : Elnias Šiauliai (2)
- 1950 : Inkaras Kaunas
- 1951 : Inkaras Kaunas (2)
- 1952 : KN Vilnius
- 1953 : Elnias Šiauliai (3)
- 1954 : Inkaras Kaunas (3)
- 1955 : Lima Kaunas
- 1956 : Linu Audiniai Plungė
- 1957 : Elnias Šiauliai (4)
- 1958-59 : Raudonoji zvaigzde Vilnius (2) (KN Vilnius)
- 1959-60 : Elnias Šiauliai (5)
- 1960-61 : Elnias Šiauliai (6)
- 1961-62 : Atletas Kaunas
- 1962-63 : Statyba Panevėžys
- 1964 : Inkaras Kaunas (4)
- 1965 : Inkaras Kaunas (5)
- 1966 : FK Nevėžis Kėdainiai
- 1967 : Saljutas Vilnius
- 1968 : Statyba Panevėžys (2)
- 1969 : Statybininkas Šiauliai
- 1970 : Atletas Kaunas (2)
- 1971 : Pažanga Vilnius
- 1972 : FK Nevėžis Kėdainiai (2)
- 1973 : FK Nevėžis Kėdainiai (3)
- 1974 : Tauras Šiauliai
- 1975 : Dainava Alytus
- 1976 : FK Atmosfera (1973)
- 1977 : Statybininkas Šiauliai (2)
- 1978 : Granitas Klaipėda
- 1979 : FK Atmosfera (1973) (2)
- 1980 : Granitas Klaipėda (2)
- 1981 : Granitas Klaipėda (3)
- 1982 : Pažanga Vilnius (2)
- 1983 : Pažanga Vilnius (3)
- 1984 : Granitas Klaipėda (4)
- 1985 : FK Ekranas
- 1986 : Banga Kaunas
- 1987 : FK Tauras Tauragė
- 1988 : SRT Vilnius
- 1989 : Banga Kaunas (2)

---

### Fra 1990
- 1990 : Sirijus Klaipėda
- 1991 : FK Žalgiris Vilnius
- 1991-92 : FK Žalgiris Vilnius (2)
- 1992-93 : FK Ekranas (2)
- 1993-94 : ROMAR Mažeikiai (1)
- 1994-95 : Inkaras Kaunas (6)
- 1995-96 : Inkaras Kaunas (7)
- 1996-97 : Kareda Šiauliai (1)
- 1997-98 : Kareda Šiauliai (2)
- 1998-99 : Žalgiris Vilnius (3)
- 1999 : Žalgiris Kaunas (1)
- 2000 : FBK Kaunas (2) (Žalgiris Kaunas)

A lyga fra 2001
- 2001 : FBK Kaunas (3)
- 2002 : FBK Kaunas (4)
- 2003 : FBK Kaunas (5)
- 2004 : FBK Kaunas (6)
- 2005 : FK Ekranas (3)
- 2006 : FBK Kaunas (7)
- 2007 : FBK Kaunas (8)
- 2008 : FK Ekranas (4)
- 2009 : FK Ekranas (5)
- 2010 : FK Ekranas (6)
- 2011 : FK Ekranas (7)
- 2012 : FK Ekranas (8)
- 2013 : FK Žalgiris Vilnius (4)
- 2014 : FK Žalgiris Vilnius (5)
- 2015 : FK Žalgiris Vilnius (6)
- 2016 : FK Žalgiris Vilnius (7)
- 2017 : FK Sūduva (1)
- 2018 : FK Sūduva (2)
- 2019 : FK Sūduva (3)
- 2020 : FK Žalgiris (8)
- 2021 : FK Žalgiris (9)
- 2022 : FK Žalgiris (10)
- 2023 : FK Panevėžys (1)
- 2024 : FK Žalgiris (11)

### Præstationer af klubber
| Klub               | Vinder | Vindersæsoner                                                       |
| ------------------ | ------ | ------------------------------------------------------------------- |
| FK Žalgiris        | 11     | 1991, 1992, 1998/99, 2013, 2014, 2015, 2016, 2020, 2021, 2022, 2024 |
| FBK Kaunas †       | 8      | 1999, 2000, 2001, 2002, 2003, 2004, 2006, 2007                      |
| FK Ekranas †       | 7      | 1993, 2005, 2008, 2009, 2010, 2011, 2012                            |
| FK Sūduva          | 3      | 2017, 2018, 2019                                                    |
| Inkaras Kaunas †   | 2      | 1995, 1996                                                          |
| Kareda Šiauliai †  | 2      | 1997, 1998                                                          |
| FK Panevėžys       | 1      | 2023                                                                |
| ROMAR Mažeikiai †  | 1      | 1994                                                                |
| Sirijus Klaipėda † | 1      | 1990                                                                |